# Suzanne Danielle
Suzanne Danielle (* 14. Januar 1957 in London, England) ist eine ehemalige britische Schauspielerin.

## Leben
Danielle nahm Schauspielunterricht an der Bush Davies Stage School in Romford, Essex. Bereits im Alter von zwölf Jahren hatte sie ein erstes Engagement im Musical Billy am Theatre Royal, Drury Lane im Londoner West End. Später arbeitete sie als Tänzerin, bevor sie 1978 die Titelrolle in Mach’ weiter, Emmanuelle, einer Filmkomödie aus der Carry-On-Filmreihe erhielt. Im gleichen Jahr hatte sie eine kleine Rolle im Actionfilm Die Wildgänse kommen, es folgten Rollen im Fantasyfilm Im Banne des Kalifen sowie in Flash Gordon. Sie spielte zudem in den Fernsehserien Die Profis und Doctor Who. Ihren letzten Filmauftritt hatte sie in Burt Kennedys Agentenkomödie The Trouble with Spies, welcher 1984 produziert jedoch erst 1987 veröffentlicht wurde.
In den frühen 1980er Jahren war sie mit dem Schauspieler Patrick Mower liiert; 1988 heiratete sie den schottischen Profigolfer Sam Torrance und zog sich daraufhin ins Privatleben zurück. Aus der Ehe gingen drei Kinder hervor, zwei Töchter und ein Sohn.

## Filmografie (Auswahl)
- 1978: Mach’ weiter, Emmanuelle (Carry On Emmanuelle)
- 1978: Die Wildgänse kommen (The Wild Geese)
- 1978: Die Profis (The Professionals)
- 1979: Doctor Who
- 1979: Im Banne des Kalifen (Arabian Adventure)
- 1980: Flash Gordon
- 1982: Tom und Bobby in Aktion
- 1981: Die unglaublichen Geschichten von Roald Dahl (Tales of the Unexpected)
- 1983: California Kids